# أشرف فياض
هو شاعر وفنان تشكيلي فلسطيني مقيم في السعودية وولد فيها عام 1980.

## أبرز أعماله
صدرت له مجموعة شعرية عام 2008 بعنوان التعليمات بالداخل وظهر في لقاء مع القناة الثقافية التابعة للتلفزيون السعودي الحكومي ومثل السعودية في إحدى المعارض الثقافية الدولية في البندقية بإيطاليا وكان هو الأمين المساعد للجناح السعودي بالمعرض.

## اعتقاله ومحاكمته
اعتقل لأول مرة في اغسطس 2013 بتهمة الإلحاد والتجديف بعد شكوى تقدم بها أحد الأشخاص لهيئة الأمر بالمعروف والنهي عن المنكر لكنه خرج بعد يوم واحد فقط، واعتقل مرة أخرى من أحد المقاهي في مدينة أبها في يناير 2014 بتهمة التعدي على الذات الإلهية ونشر أفكار الإلحاد في مجموعته الشعرية التعليمات بالداخل الصادرة في 2008 وفي إبريل 2014 حكمت المحكمة بسجنه لمدة 4 سنوات و 800 جلدة وفي الاستئناف حكمت عليه المحكمة العامة في أبها بتاريخ 17 نوفمبر 2015 بالإعدام بتهمة الردة وفي 2 فبراير 2016 ألغي الحكم السابق وخفض إلى 8 سنوات سجن و 800 جلدة وسط اعتراض من المحامي عبد الرحمن اللاحم الذي طالب بالإفراج الفوري عن موكله أشرف فياض.